# Willy Lambrecht
Willy Lambrecht (Brugge, 8 augustus 1944 – Lissewege, 5 september 2010) was een Belgisch beeldend kunstenaar en leraar.  

## Levensloop
Lambrecht behaalde zijn diploma van drukker-letterzetter, sierkunstenaar A2, diploma A7/A1 met grote onderscheiding aan het Hoger Sint-Lucasinstituut (afdeling grafiek).
Hij werkte voornamelijk voor de grafisch ontwerper Luk Mestdagh en doorliep een volledige loopbaan als leraar aan de Brugse kunstacademie.  Daarnaast was hij ook meer dan 30 jaar actief als leraar in het deeltijds kunstonderwijs aan dezelfde academie, waar hij onder meer lesgaf aan kunstenaars Guido Dobbelaere en Piet Peere.
In 1991 schilderde hij het portret van toenmalig OCMW-voorzitter en latere burgemeester van Brugge, Patrick Moenaert.
Zijn olieverfschilderij 'De zwemmers - ode aan Jan Guilini' is te zien in het Jan Guilini-zwembad in Brugge.

## Prijzen en selecties
- Laureaat Affichewedstrijd Nationaal Jong Kunsttalent 1966, 1967 en 1968
- Omslagontwerp catalogus tentoonstelling grafiek West-Vlaanderen 1966
- Laureaat Affichewedstrijd Kattenstoet Ieper 1967
- Laureaat Affichewedstrijd Karnavalstoet Aalst 1967
- Ontwerp en lay-out programmaboekje Kattenstoet Ieper 1968
- Laureaat Prijs Keane voor schilderkunst, Brugge 1968
- Laureaat Affichewedstrijd Garnaalfeesten Oostduinkerke 1969
- Folder, biljet, programmaboekje voor Reiefeesten Brugge 1969
- Provinciale Prijs West-Vlaanderen, premie voor tekenkunst 1979
- Prijs voor Tekenkunst J.Minne 1980
- Laureaat Prijs voor Schilderkunst 'Kind en Samenleving', Kortrijk 1985
- Selectie International Design Toronto 1988
- Laureaat Prijs voor Schilderkunst, Boechout 1991
- Laureaat Grote Prijs Alfons Blomme voor Schilderkunst 1993.[4]

## Voetnoten
1. ↑  Vlaanderen. Jaargang 18(1969), p. 241.
2. ↑  Bruggespra@k, jaargang 3, nr. 3, september 2003, p.14
3. ↑  Afbeelding portret op erfgoedbrugge.be
4. ↑  Vlaanderen. Jaargang 42(1993), pp. 212-213.